# Xylodromus testaceus
Xylodromus testaceus är en skalbaggsart som först beskrevs av Wilhelm Ferdinand Erichson 1840.  Xylodromus testaceus ingår i släktet Xylodromus, och familjen kortvingar. Enligt den svenska rödlistan är arten sårbar i Sverige. Arten förekommer i Götaland, Öland och Svealand. Artens livsmiljö är skogslandskap, jordbrukslandskap.